# 伊藤惣助丸
伊藤 惣助丸（いとう そうすけまる、1933年（昭和8年）3月8日 - 1998年（平成10年）2月16日）は、日本の政治家。衆議院議員（2期、公明党）。

## 経歴
東京都出身。福島県の労働基準局の給仕をしながら定時制高校を卒業し上京。1957年に創価学会入信。1965年日本大学法学部政経学科修了。豊島区議会議員となり。1967年の第31回衆議院議員総選挙において東京5区から公明党公認で立候補して初当選した。1972年の第33回衆議院議員総選挙で落選。以後は同選挙区からは長田武士が立候補した。
この他、山一堂を創立し、社長となった。
1998年2月16日、死去した。64歳没。同年3月10日、特旨を以て位記を追賜され、死没日をもって正五位勲三等に叙され、瑞宝章を追贈された。